# Candle (音楽ユニット)
Candle（キャンドル）は、元ラヴィアンローズ (バンド) の ギタリスト Ke2（現・山本 敬）を中心に、2008年に結成された日本のJ-POP音楽ユニット。

## メンバー
- 山本 敬 （1979年3月24日 - ） - ボーカル

山本は以前、日本のロックバンド ラヴィアンローズ (バンド)に在籍しギターを担当。（当時はKe2という名前だった。）YOSHIKIによって設立されたExtasy Recordsとデンジャークルーレコーズよりシングル2枚、アルバム8枚、DVD1枚をリリース。2010年より、ムック のミヤと共に『1979』というディージェイユニットを結成し活動している。
- 石井 篤史（1977年5月18日 - ） - ギター
- 馬場 大輔（1982年6月12日 - ） - ディージェー

## 概要
「ロウソクのように己の身を犠牲にして、周りを明るく灯し、幸せにする」という意味を込め、自身のホームページにて全ての楽曲を無料で配信（MP3 / 着うたフル）するという、特殊な活動スタイルを持つ。
『商業目的では音楽をやらない』『作品は全て無料で提供する』というのが活動のテーマとなっている。
デンジャークルーレコーズが毎年12月に開催するイベント『天嘉 -四- DANGER IV 2005』日本武道館、『天嘉 -五- DANGER V 2006』日本武道館へ出演。

## 来歴
2008年
- 11月1日：結成。（以前は、ボーカルユニット『river』 のバックバンドとして共に活動していた。）

2009年
- 8月：「優しい雨」がMUSIC WARP 月間優秀作品に選ばれ オリコンスタイルフルにて、1000名限定で着うた配信される。
- 11月1日：高田馬場AREAで行われた『SMELL PARTY vol.5』 にてデビューライブを行う。

2010年
- 5月15日：1979（山本）主催『MOGWAI vol.1』 に出演。
- 6月：「真冬のドルフィン」がMUSIC WARP 月間優秀作品に選ばれ オリコンスタイルフルにて、1000名限定で着うた配信される。（自身2度目の受賞）
- 11月：ディージェー 馬場 大輔が体調不良により、一時活動から休養離脱。その後はギター石井 篤史がディージェーを担当。
- 12月24日：自主レーベルより 1stアルバム『promise』リリース。

2011年
- 1月23日：オール東京62市区町村が共同で取り組む「みどり東京・温暖化防止プロジェクト」『TOKYO EARTH WORKERS collection【みんなで環境を考える共同行動】』クリエイティブコンテスト ミュージック部門にて『優しい雨』が準グランプリを受賞。

## バンド名の由来
リーダーの山本が『自分の身体を燃やして犠牲にする事により、周囲を明るく灯し温もりを与える、ロウソクのような存在になりたい』と発言し命名。

## ディスコグラフィ

### Zip pack single
1. Candle in the holy night feat.TOMO / 何もない場所［2008.12.24］無料配信
2. サクラウタ feat.PURE connection / Memories feat.TOMO［2009.3.24］無料配信
3. 優しい雨［2009.6.12］無料配信
4. 夏心 -なつごころ-［2009.7.21］無料配信
5. 朽ちる日が来る事に気付いている百合 / Beautiful life［2009.10.26］無料配信
6. 真冬のドルフィン / 優しい雨 -矢口雅哲 Remix- acid house ver.［2010.1.25］無料配信

### リミックス
1. Libra feat. Candle［2009.8.12］ムック / カップリング・ベスト（デンジャークルーレコーズ）へ収録

### アルバム
1. promise［2010.12.24］自主レーベル